# Benoicanthus gruicollis
Benoicanthus gruicollis là một loài thực vật có hoa trong họ Ô rô. Loài này được (Benoist) Heine & A.Raynal mô tả khoa học đầu tiên năm 1968.